# 白桃
白桃（はくとう）は、桃の品種の一つ。

## 概要
1899年（明治32年）、磐梨郡物理村（現・岡山市東区瀬戸町）の大久保重五郎は、上海桃の実から「白水桃（白桃）」を発見した。大久保は、1901年（明治34年）に新品種「白桃」を生み出した。白桃は強い甘みとねっとりした食感を持ち、最高の水蜜桃として栽培が広まった。白桃の発見以来、新品種の開発が続き、1932年（昭和7年）には西岡仲一によって清水白桃が開発された。この清水白桃は高級白桃の代名詞として知られる。
現在、日本で栽培される桃のルーツの大半は白桃とされ、日本の桃の元祖とも言われる。原産地である岡山県のものが著名で、ブランド化されている。その他では、桃自体の生産量が多い山梨県、福島県、長野県、和歌山県、山形県でも作られている。

## 主な派生品種
現在では、白桃を元に開発された派生品種が多数ある。これに対し、元来の白桃を通称「純白桃（じゅんはくとう）」と呼んで区別する。
- 黄金桃（おうごんとう）[4]
- おかやま夢白桃（おかやまゆめはくとう）[4]
- 加納岩白桃（かのういわはくとう）[4]
- 川中島白桃（かわなかじまはくとう）[4]
- 清水白桃（しみずはくとう）[4]
- 白鳳（はくほう）[4]
- 日川白鳳（ひかわはくほう）[4]
- 紅清水白桃（べにしみずはくとう）
- 大和白桃（やまとはくとう）